# 夢みる港
『夢みる港』は、1966年4月15日に ビクターより発売された橋幸夫の78枚目のシングル（SV-384）で、吉永小百合とのデュエット曲

## 概要
- 橋と吉永小百合とのデュエット曲は、レコード大賞を受賞した『いつでも夢を』（VS-807）から数えて、本作は6曲目にあたり、最後のデュエット曲となっている。
- 「夢のコンビ」といわれ[2]、その後、2作目『若い東京の屋根の下』（63年）、3作目『若い歌声』（63年）、4作目『そこは青い空だった』（64年）、5作目『愛のしあわせ』（65年）が制作発売された。
- 5作目『愛のしあわせ』では「清純コンビから愛のコンビ」へ成長を目指したが、「あまり、功を奏さなかった」[3]とされ、本作では以前イメージへ回帰している。このため、橋は「ずいぶん古めかしい印象のものになってしまったようです」、また「『いつでも夢を』のイメージがあるから、そこからの脱皮は難しかったね」回想している[4]。
- これまでの楽曲のジャケットでは、単独で撮影された写真2枚を並べてジャケットに使用されていたが、本楽曲のジャケットで初めて、橋が吉永に肩に手を乗せ、二人が一緒に撮られた写真が使用されている。
- c/wの「あの娘は街へ」も佐伯作詞、吉田作曲であるが、デュエット最終曲にしてはじめて、AB両面ともデュエット曲となっている。本曲については「うたごえ喫茶風の素朴な味わいのある歌」と紹介されている[5]。

## 収録曲
1. 夢みる港
作詞： 佐伯孝夫、作・編曲：吉田正
2. あの娘は街へ
作詞： 佐伯孝夫、作・編曲：吉田正

## 収録アルバム
- 橋幸夫
近年のCDでのベスト盤への収録は少ない。20年以上前の『橋幸夫／豪華版全曲集』 [2CD]　1992年10月28日　VICL-40059～60に収録
CD-BOXでも『橋幸夫大全集』（1993年9月20日）のDISC5に収録されるのみで他のCD-BOXにはない。
- 吉永小百合の:CD-BOX
『吉永小百合大全集』（1995年6月21日）VICG-58151～6 DISC-3に収録
『吉永小百合ベスト100』（2012年10月3日）VICL-63921～6 DISC-4に収録
本BOXには、橋とのデュエット曲7曲全て収録されており、「あの娘は街へ」へも収録されている。